# 君と僕の秘密基地
『君と僕の秘密基地』（きみとぼくのひみつきち）はるぅとの1stフルアルバムである。2019年10月30日発売。発売元はSTPR Records。

## 概要
- るぅと初の全国流通作品。
- 規格品版は以下の通り。
  - 初回限定DVD盤：STPR-9004
  - 初回限定ボーナスCD盤：STPR-9005/6
  - 通常盤：STPR-1003
- ジャケットにはイラストレーターのフカヒレによるイラストが用いられている[1]。

## チャート成績
- 2019年11月11日付けのオリコン週間アルバムチャートで4位を記録[2]。
- 2019年の年間アルバムチャートで91位を記録[3]。
- 2019年のオリコン年間インディーズアルバムチャートで8位を記録[4]。

## 収録曲

### CD
特に特記のないものは、作詞:るぅと、TOKU 作曲:るぅと、松 編曲:松
1. 君はいつも100点満点！ [4:02]
2. ヒロインと生徒B [3:43]
3. 行け！僕らのスクールフロント！ [4:05]（るぅと×莉犬）
4. Justified [3:14]
作曲：るぅと、身長高スギ
編曲：身長高スギ
5. &you [3:29]
6. Citrus fruits [3:55]
7. 拝啓、不平等な神様へ [3:36]
作曲：るぅと、身長高スギ
編曲：身長高スギ
8. 十三年彗星 [4:06]
9. この想いを歌に [4:13]
10. コンパス [3:55]
11. クローバー [4:08]
12. あの夏に陽を点けて [4:45]
13. Good day [4:06]
14. 君と僕の秘密基地 [4:33]
15. Spreading palettes [4:23]（すとぷり）

### 初回限定ボーナスCD
るぅとがすとぷりメンバーに提供した曲のセルフカバーを収録。
全作曲:るぅと、松 編曲:松
1. ごめん。正直めっちゃ好き。 [3:46]
作詞：ななもり。×TOKU
オリジナルアーティスト：ななもり。
2. 敗北ヒーロー [4:34]
作詞・オリジナルアーティスト：ころん
3. 君の方が好きだけど [4:56]
作詞・オリジナルアーティスト：莉犬

### 初回限定DVD
2019.6.30 「すとろべりーめもりーvol.8 DAY2「僕たちすとぷり信号機組！」」 Live at NHKホール
1. クローバー
2. 君と僕のストーリー
3. ちこくしてもいいじゃん
4. ちこくしてもいいじゃん 〜オーディオコメンタリー るぅとver.〜